# Las Pedrosas
Las Pedrosas è un comune spagnolo di 103 abitanti situato nella comunità autonoma dell'Aragona.